# Sid Meier's Colonization
Sid Meier's Colonization là một trò chơi máy tính của Brian Reynolds và Sid Meier, do Microprose phát hành vào năm 1994. Nó là một trò chơi chiến thuật theo lượt với chủ đề về công cuộc thực dân hóa châu Mỹ của tư bản châu Âu, bắt đầu từ năm 1492 và kéo dài đến năm 1850. Ban đầu nó được phát hành cho DOS, và sau đó được chuyển đến Windows 3.1 (1995), Amiga (1995), Macintosh (1995) và Linux (năm 2014). Phiên bản DOS chạy ở độ phân giải 320x200, phiên bản của những hệ điều hành khác ở độ phân giải 640x480, nhưng đều giống nhau và không có thêm các tính năng mới.
Colonization giống như một phiên bản phát triển hơn của trò chơi trước đó-Civilization của Sid Meier (1991)-trong giao diện và xử lý, nhưng cả hai có sự khác biệt đáng kể trong lối chơi. Thay vì xây dựng một đất nước từ đầu, người chơi quản lý sự phát triển của một đất nước bên kia bờ Đại Tây Dương theo yêu cầu của một đế quốc châu Âu. Một khi các thuộc địa trở nên tự lực tự cường, bản quốc chuyển từ giúp đỡ sang o ép và bóc lột, và để giành chiến thắng các thuộc địa cuối cùng phải tuyên bố độc lập và đánh bại đội viễn chinh Hoàng gia do châu Âu cử tới.